# Estnische Unihockeynationalmannschaft der Frauen
Die estnische Unihockeynationalmannschaft der Frauen repräsentiert Estland bei Länderspielen und internationalen Turnieren in der Sportart Unihockey. Die estnische Nationalmannschaft erreichte bei der Weltmeisterschaft 2017 mit dem 11. Platz ihre bisherig höchste Platzierung. 2007 konnte die estnische Nationalmannschaft erstmals an einer Weltmeisterschaft teilnehmen.

## Platzierungen

### Weltmeisterschaften
| WM   | Austragungsort(e)           | Platz     |
| ---- | --------------------------- | --------- |
| 1997 | Mariehamn und Godby         | -         |
| 1999 | Borlänge                    | -         |
| 2001 | Riga                        | -         |
| 2003 | Bern, Gümligen und Wünnewil | -         |
| 2005 | Singapur                    | -         |
| 2007 | Frederikshavn               | 23. Platz |
| 2009 | Västerås                    | 15. Platz |
| 2011 | St. Gallen                  | 17. Platz |
| 2013 | Brünn, Ostrava              | 18. Platz |
| 2015 | Tampere                     | 21. Platz |
| 2017 | Bratislava                  | 11. Platz |
| 2019 | Neuenburg                   | 14. Platz |
| 2021 | Uppsala                     | 13. Platz |
| 2023 | Singapur                    | 13. Platz |

## Trainer
- 2016-jetzt Pavel Semenov